# つっぱり桃太郎
『つっぱり桃太郎』（つっぱりももたろう）は、漫☆画太郎による日本の漫画作品。『週刊ヤングジャンプ』（集英社）にて連載された。

## 概要
おとぎ話『桃太郎』を題材にした作品。物語は中途で連載終了となるが、その後、外伝で数話掲載の後、短編集『まんカス』に描き下ろしの最終話が収録されている。

## あらすじ
昔々、ある所に山田つると太郎の老夫婦が住んでいた。ある日、つるがかつて桃太郎が流れてきた川で洗濯をしていると川から桃が流れてきて切ると中から男の子が産まれた。これは何かの因果と思い山田夫妻は初代桃代郎のようにさせようと幼少時から桃太郎の童話を読み聞かせて育てる。しかし、バレリーナを夢見ていた桃太郎は親の決めた鬼退治に反発、やがてグレて自らを「ジョニー」と名乗って、たご作・牛次郎・うお吉の3人と暴走族を結成、非行に走っていく。

## 登場人物
ジョニー
主人公の2代目桃太郎。桃から生まれ人間では歯が立たない頑丈な鬼を一発で倒すほどの力を持っている。また、網縄で捕らえた鬼の集団にガソリンを撒き、命乞いにも耳を貸さず火を放つなど、敵には容赦しない。
山田つる
ジョニーの育ての親。川で洗濯をしている時に川上から流れてきた大きな桃を拾う。グレてしまったジョニーに手を焼いていたが、彼には好きなことをやらせてやろうと反省し和解した。
山田太郎
つるの夫。妻と同じく、ジョニーを初代桃太郎のように育てようとして反発される。「その時」に備えて日本刀や旗、桃太郎の服などを揃えていたが、鬼に発見され桃太郎の存在を晒すことになってしまう。
たご作
ジョニー率いる暴走族のメンバー。金髪リーゼントヘアー。実家は百姓で普段は畑仕事を手伝っている。ジョニーから気立ての良さを見込まれ、解散の際には日本一の百姓になることを誓う。
うお吉
ジョニー率いる暴走族のメンバー。鉢巻とモヒカン。実家は漁師。ジョニーから威勢の良さを見込まれ、解散の際には日本一の魚屋になることを誓う。
牛次郎
ジョニー率いる暴走族のメンバー。アフロヘアー。実家は酪農家。巨乳好きでジョニーに乳搾りに打って付けと評される。解散の際は日本一の酪農家になることを誓う。
カメ
つるの双子の姉。無人島に一人で住んでおり、海に逃れたジョニーを発見し、介抱した。昔バレリーナとして名声を受け、ジョニーがつるから受け取ったバレエ雑誌の表紙に載っている女性は彼女であった。パリのオペラ座で10年間プリマを務めた。
人間離れした身体能力と戦闘力で、ジョニーどころか鬼の王をも凌ぐ。武術などの経験はないが、カメ曰く、武道と舞踏は元々同じで無病と呼ばれる健康体操であり、バレリーナとして舞踏を極めたカメは武道を極めたも同然なのだという。
土産物屋のオヤジ
鬼ヶ島が見える崖の上で、桃太郎の格好で桃太郎グッズを販売している太ったオヤジ。
後に娘を鬼たちに誘拐されてしまい、命令として鬼の格好をして鬼グッズの販売をさせられた。
土産物屋の娘
本名不明。父親とは似ても似つかない美少女。
鬼たちに誘拐され、オニ代官の屋敷に幽閉されていたのだが、オニ代官に大量の酒を飲ませて酔わせた後、首を切断した。救出に現れたジョニーたちが辿り着く頃には、自力で脱出していた。
ジョニーも驚愕するほどの剣の腕前を持っており、自分の背丈を遥かに超える巨大な鬼を飛び越え、背中に剣を突き刺して下降しながら両断したり、その場でジャンプし高速回転しつつ剣を振って周囲の鬼をバラバラにする。
桃太郎グッズの店の娘として生まれ、桃太郎グッズに囲まれて育ったため、自分が桃太郎の生まれ変わりと信じ、剣の修行を怠らなかった。
キジ、イヌ、サル
かつて桃太郎と共に鬼を打ち破ったお供の子孫。鬼の蜂起により、先祖が桃太郎と出会った伝説の場所で桃太郎を待っていたが、ジョニー一同のバイクに跳ね飛ばされその後も土産物屋の娘に叱られたジョニーがお供にしようとするが・・・。土産物屋の娘が言うには桃太郎は昔話通りイヌ、サル、キジをお供にしないと真の力を発揮できないと言う。
コスザク
スザクの一人息子。触った相手を火傷させる体質であるが、カメに秒殺される。
コビャッコ
ビャッコの一人娘。猫耳で巨乳。彼女の母乳を飲んだ者の脳を幼児化させる、妊法・赤ちゃん返りの術を使う。
オニ軍曹
頑丈なのが自慢の鬼、ジョニーに一撃で倒される。
オニ大将
鬼軍団のナンバー2。鬼ヶ島でジョニーらを迎え撃つが、手下ともどもやられてしまう。
オニワン・ケノービ
先代桃太郎に倒された筈の鬼の頭領。背中には桃太郎に斬られた刀傷があり、療法中。
療法中の身でありながらもかなりの実力を持ち、3分間の制限つきフルパワーでジョニー達を返り討ちにする。コスザク、コビャッコの相手もしボロボロになりながらも勃起している身体を見せつけ彼らを驚かしている。
ドクター
オニ代官
オニクリオネ
オニヒトデ
オニフナムシ
オニフジツボ